# Commelle-Vernay
Commelle-Vernay è un comune francese di 2 873 abitanti situato nel dipartimento della Loira della regione dell'Alvernia-Rodano-Alpi.

## Società

### Evoluzione demografica
Abitanti censiti